# David Engels

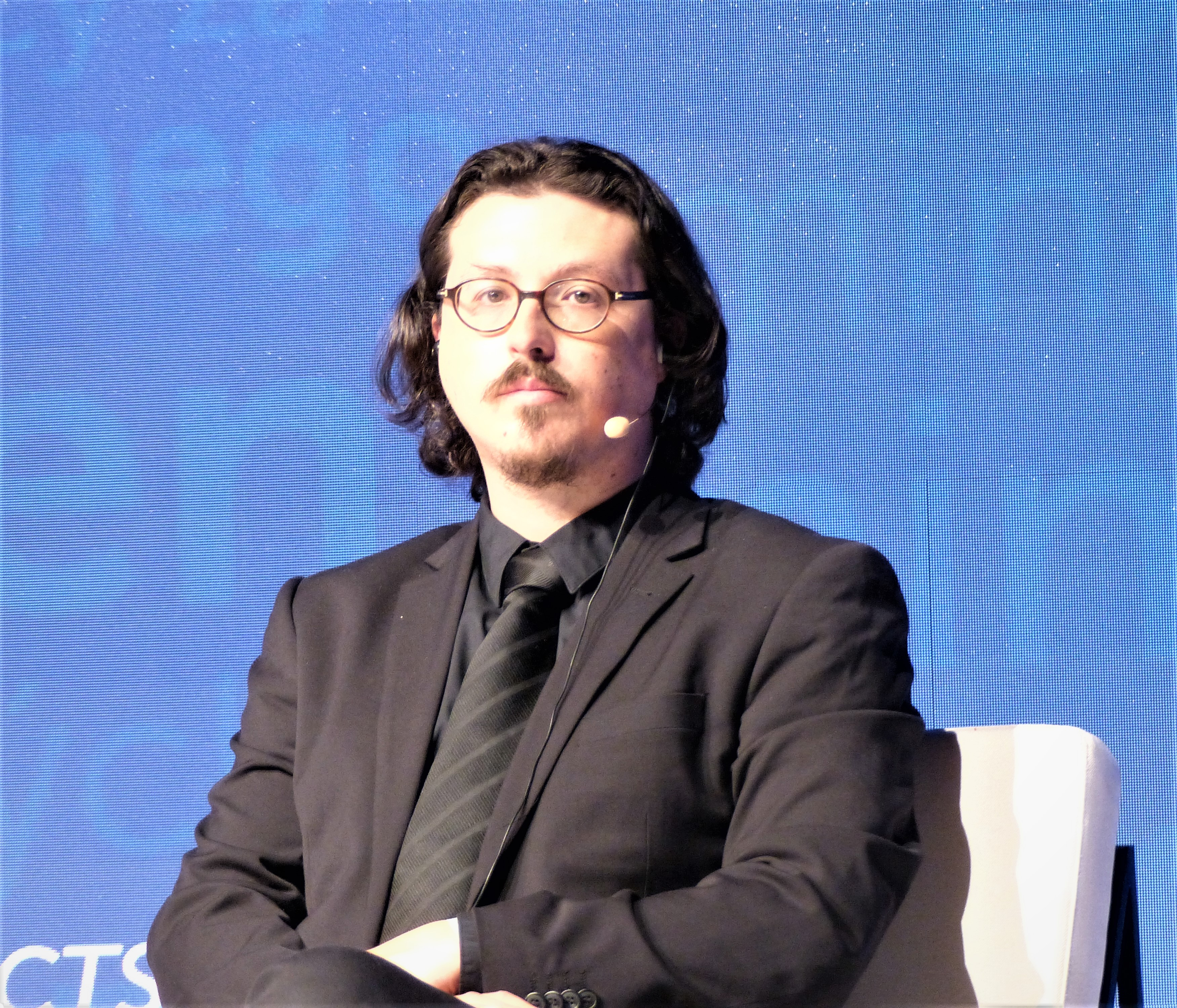
David Engels (2018)

David Engels (* 27. August 1979 in Verviers) ist ein belgischer Althistoriker und Publizist, der der Neuen Rechten zugeordnet wird. Seine Forschungsschwerpunkte liegen im Bereich der römischen Religionsgeschichte, des Seleukidenreichs und der komparatistischen Geschichtsforschung.

## Leben
Nach seiner Schulzeit und dem Abitur 1997 an der Pater-Damian-Sekundarschule in Eupen studierte David Engels von 1997 bis 2005 Geschichte, Philosophie und Volkswirtschaft an der RWTH Aachen. Dort wurde er 2005 bei Raban von Haehling mit seiner Dissertation Das römische Vorzeichenwesen (753–27 v. Chr.). Quellen, Terminologie, Kommentar, historische Entwicklung promoviert. Seine Dissertation wurde durch die Studienstiftung des Deutschen Volkes gefördert. Ab 2005 arbeitete Engels als Assistent am Lehrstuhl für Alte Geschichte der RWTH Aachen.
2008 erhielt er einen Ruf an die Université libre de Bruxelles (ULB), wo er seitdem den Lehrstuhl für Römische Geschichte innehat. 2009 wurde er außerdem Redakteur der Sektion für römische Geschichte der damals von Carl Deroux herausgegebenen altertumswissenschaftlichen Zeitschrift Latomus, später Chefredakteur, von 2012 bis 2017 schließlich auch Direktor und Herausgeber.
Seit 2018 ist Engels von seinem Brüsseler Lehrstuhl freigestellt, um einem Ruf auf eine Forschungsprofessur am Instytut Zachodni in Posen zu folgen, wo er für Fragen abendländischer Geistesgeschichte, europäischer Identität und polnisch-westeuropäischer Beziehungen zuständig ist.

## Werk
Engels’ Forschungsschwerpunkte liegen im Bereich der römischen Religionsgeschichte, des seleukidischen Staates und komparatistischer Geschichtsforschung. Weitere Betätigungsfelder sind Rezeptionsgeschichte und Geschichtsphilosophie. Engels leitete seit 2007 mehrere Forschungsprojekte, die jeweils in die Publikation interdisziplinärer und diachronischer Themenbände mündeten. Von 2007 bis 2008 leitete er zusammen mit Carla Nicolaye das Forschungsprojekt Ille operum custos. Kulturgeschichtliche Beiträge zur antiken Bienensymbolik und ihrer Rezeption, welches 2008 mit der Raban von Haehling gewidmeten Veröffentlichung der Forschungsergebnisse abgeschlossen wurde. 2008 übernahm Engels zusammen mit Lioba Geis und Michael Kleu die Leitung eines weiteren Forschungsprojektes mit dem Titel Zwischen Ideal und Wirklichkeit. Herrschaft auf Sizilien von der Antike bis zur Frühen Neuzeit, dessen Ergebnisse 2010 veröffentlicht wurden. Seit 2009 betreute Engels zusammen mit Didier Martens und Alexis Wilkin ein an der ULB angesiedeltes, dem kulturgeschichtlichen Phänomen der Zerstörung gewidmetes Forschungsprojekt (La destruction dans l’histoire. Pratiques et discours), das 2013 durch Publikation eines Themenbandes abgeschlossen wurde. Im Rahmen des Ende 2010 veranstalteten ersten Belgian Workshop in Ancient History, welcher der Konkurrenz zwischen den Religionen in der Antike gewidmet war, gab Engels 2014 zusammen mit Peter Van Nuffelen einen Sammelband mit den einzelnen Konferenzbeiträgen heraus.
2015 folgte ein Themenband zur antiken und abendländischen Geschichtsphilosophie mit dem Titel Von Platon bis Fukuyama, der aus einer von Engels an der ULB veranstalteten Ringvorlesung hervorgegangen ist. 2017 veröffentlichte Engels in der Reihe Studia Hellenistica die Erträge seiner bisherigen Forschungen zum Seleukidenreich unter dem Titel Benefactors, Kings, Rulers; thematisch eng hiermit verbunden ist auch der 2019 von Engels zusammen mit Altay Coskun herausgegebene Sammelband Rome and the Seleukid East. Der aus der deutschsprachigen Gemeinschaft Belgiens stammende Althistoriker ist auch aktiv in die Erforschung der dortigen Regionalgeschichte eingebunden und zeichnete 2015 zusammen mit Carlo Lejeune verantwortlich bei der Herausgabe des ersten Bandes von Grenzerfahrungen, einer Geschichte der Deutschsprachigen Gemeinschaft Belgiens (hier für die Epochen Altertum und Mittelalter).
Neben seinen althistorischen Forschungen äußert sich Engels häufig zu Fragen der europäischen Tagespolitik in französischsprachigen Medien, v. a. auf der neurechten atlantico.fr. oder in der belgischen Wochenzeitschrift Le Vif/L’Express, wo er seit Herbst 2016 eine monatliche Kolumne führt, sowie in regelmäßigen Artikeln für deutschsprachige Zeitschriften und Medien wie Cicero, Cato, Die Tagespost, Junge Freiheit, Tichys Einblick oder der Achse des Guten. Seit 2020 verfasst er ebenfalls eine wöchentliche Kolumne in der polnischen online-Zeitung Tygodnik Solidarność. Viele dieser Artikel wurden auch in spanischer Sprache in der neurechten Tribuna del País Vasco abgedruckt, die 2021 eine Sammlung von Engels’ politischen Essays publizierte. Seit 2018 veröffentlicht er hauptsächlich politische Publizistik und kaum mehr wissenschaftliche Texte.
2013 veröffentlichte Engels in den Pariser éditions du Toucan eine in der geschichtsphilosophischen Tradition von Oswald Spengler und Arnold J. Toynbee verankerte, an ein breiteres Publikum gerichtete kulturkritische Monographie zur von ihm konstatierten derzeitigen Identitätskrise der Europäischen Union mit dem Titel Le déclin („Der Abstieg“). Engels vergleicht hier anhand von zwölf Indikatoren verschiedene Aspekte der Identitätskonstruktion der Europäischen Union mit Krisensymptomen der ausgehenden römischen Republik. 2014 erschien im Europa Verlag Berlin eine vom Verfasser selbst ins Deutsche übersetzte und erweiterte Fassung des Buchs unter dem Titel Auf dem Weg ins Imperium, welche von der Süddeutschen Zeitung und dem Norddeutschen Rundfunk zum „besten Sachbuch September 2014“ bestimmt wurde. 2017 folgten dann auch eine kroatische und eine ungarische, 2020 eine niederländische und 2022 eine polnische Übersetzung des Werks. Seit 2013 präsentierte Engels seine Überlegungen auch im Rahmen einer regen Vortragstätigkeit vor verschiedensten zivilgesellschaftlichen, wissenschaftlichen und politischen Körperschaften (etwa vor den europäischen Sozialdemokraten, der Europäischen Volkspartei oder der in Teilen rechtsextremen Partei Alternative für Deutschland).
Aus dem Interesse an Oswald Spenglers Geschichtsphilosophie entstand ein zusammen mit Max Otte und Michael Thöndl herausgegebener Sammelband anlässlich des 100. Geburtstags der Erstveröffentlichung von Untergang des Abendlandes. Diese Publikation stellt den ersten Ertrag der internationalen, 2017 von Engels, Otte und Thöndl gegründeten „Oswald Spengler Society“ dar. Gegenwärtiger Präsident der Gesellschaft ist Engels. Die Spengler-Gesellschaft wurde 2018 mit der Verleihung eines „Oswald-Spengler-Preises“ einer breiteren Öffentlichkeit bekannt, als dieser dem französischen Romancier Michel Houellebecq verliehen und die anlässlich der Zeremonie gehaltenen Vorträge veröffentlicht wurden. 2020 erschien unter Leitung von Engels der erste Band der wissenschaftlichen Zeitschrift der „Oswald Spengler Society“, 2021 eine umfangreiche Sammlung ausgewählter Aufsätze Engels’ zu Werk, Deutung und Rezeption von Oswald Spengler beim Kohlhammer Verlag.
2019 veröffentlichte Engels den Themenband Renovatio Europae, in welchem er erstmals den Terminus „Hesperialismus“ verwendete, welcher gleichbedeutend sein soll mit einem „patriotische[n] Bekenntnis zu einem vereinigten Europa, das allerdings eben nicht nur auf universalistische, sondern auch auf konservative Werte gegründet werden soll […]; ein Begriff, der aus der griechischen Bezeichnung für den äußersten Westen der bekannten Welt abgeleitet ist und gewissermaßen den Gegenbegriff zu „Europäismus“ bilden soll, mit dem man meistens eine unkritische Unterstützung der gegenwärtigen Europäischen Union […] meint“. Zu den Werten, auf die sich eine gemeinsame Identität stützen könne, gehören für Engels nicht Demokratie, Gewaltenteilung und Pluralismus, stattdessen bedürfe es „einer tiefen Verankerung im kulturellen, historischen und spirituellen Unterbewußtsein einer seit Jahrhunderten geteilten Vergangenheit“.
Ergänzend zu Renovatio Europae, das später auch in englischer, polnischer, französischer, spanischer und italienischer Sprache veröffentlicht wurde, erschien im selben Jahr (in französischer Sprache) das Buch Que faire?, das im Titel an den gleichnamigen Roman Was tun von Tschernyschewski angelehnt ist, und in welchem Engels eine systematische Diagnose dessen liefert, was er als „Niedergang Europas“ betrachtet. Während Renovatio Europae die politische Antwort auf dieses Problem skizziert, soll Que faire? die private Ebene abdecken und sei als eine Art „individuelle Überlebenshilfe für Europa-Liebhaber“ („guide de survie à l’usage des amoureux de l’Europe“) gedacht, wie Engels auch der Zeitung Le Figaro gegenüber ausführte. 2019 erschien eine spanische Übersetzung, 2020 die vom Autor angefertigte, leicht erweiterte deutsche Fassung unter dem Titel Was tun?, 2021 eine niederländische Übertragung, 2022 eine polnische und 2023 eine italienische.
2020 konstruierte er in einem Artikel in der Tagespost auf Grundlage seines Buchs Auf dem Weg ins Imperium Ähnlichkeiten zwischen der Krise der römischen Republik und der aktuellen Situation der EU: In beiden Fällen habe es einen systemgefährdenden Gegensatz zwischen den verarmten Volksmassen und einer demokratisch nicht mehr kontrollierten Elite gegeben. Im 1. Jahrhundert v. Chr. habe die Lösung im Prinzipat des Augustus bestanden, und auch für Gegenwart sieht Engels eine Lösung in einer Diktatur:

„So kann denn manche offen zur Schau getragene Tyrannis für die geistige und politische Gesundheit einer Gesellschaft langfristig besser sein als die tägliche Erniedrigung einer als Demokratie getarnten Oligarchie.“

2022 erschien als Nachfolgebuch zu Renovatio Europae der Sammelband Europa Aeterna (im selben Jahr auch in polnischer Übersetzung), dessen 20 Autoren sich mit der von Engels verfassten „Präambel zur Verfassung einer Konföderation europäischer Nationen“ beschäftigen, in der es um die Austarierung der universalistischen und der traditionalistischen Werte Europas und die Schaffung eines „gesamteuropäischen Patriotismus“ geht.
2023 gab Engels mit mehreren belgischen Kollegen einen fachhistorischen Themenband zur antiken und europäischen Rezeption des ersten römischen Kaisers Augustus heraus, der entstanden ist aus Anlass einer Tagung zum 2000. Jahrestag seines Todes. Im selben Jahr veröffentlichte David Engels anlässlich des 50. Todesjahrs von J. R. R. Tolkien einen Band zu Ehren des britischen Wissenschaftlers und Schöpfers des Herrn der Ringe, den er vor allem unter dem Gesichtspunkt seines katholischen Glaubens und seiner abendländischen Nostalgie würdigte.
2024 erschien dann mit „Défendre l’Europe civilisationnelle“ eine kompakte Übersicht über die von Engels vertretene Ideologie des „Hesperialismus“, also eines gesamteuropäischen, christlich-abendländischen Patriotismus.

## Politische Ausrichtung
Engels hat die Gemeinsame Erklärung 2018 unterzeichnet, mit welcher sich vornehmlich rechtskonservative Intellektuelle gegen eine von ihnen angenommene Beschädigung Deutschlands durch Migration aussprachen. Engels arbeitet regelmäßig mit rechten Autorinnen und Autoren zusammen und publiziert für neurechte Publikationen, so etwa als Autor für die rechtsextreme und vom Verfassungsschutz beobachtete Zeitschrift Sezession.
In seinen Gegenwartsdeutungen, so der Historiker Jos Stübner, berufe sich Engels direkt auf Oswald Spenglers Zivilisations- und Untergangsvorstellung: Zerstört durch „Masseneinwanderung“, „Islamisierung“, Materialismus, Individualisierung, Hedonismus und den Zerfall der traditionellen Familie sei das „abendländische Europa“ fast verloren. Die einzige Hoffnung sei die Idee eines „Hesperialismus“, nämlich eine Erneuerung der europäischen Ordnung und eine „kollektive Rückbesinnung auf das Christentum“. Seine Endzeitszenarien referiere Engels immer wieder in Auftritten bei bürgerlich-konservativen Organisationen oder Mainstream-Medien, aber auch wiederholt bei Veranstaltungen der AfD-Bundestagsfraktion. Er publiziere ferner in rechtsextremen Zeitschriften und unterhalte darüber hinaus Kontakte in extrem rechte Kreise in Deutschland.
Die engelsche „Illusion von einer Wiedergeburt des Christentums“ wäre, so Harald Lamprecht, in der Tat ein autoritäres Regime. Engels zeige ein völliges „Unverständnis gegenüber individualisierten Menschenrechten“ und seine „ziemlich unverblümte Forderung nach vollständiger Abschaffung der Religionsfreiheit und das offene Bekenntnis zur Diktatur“ markieren laut Lamprecht einen Tiefpunkt im Denken eines sich als rechts verstehenden angeblichen Christentums.
Laut dem Politikwissenschaftler Markus Linden nimmt Engels eine Scharnierfunktion zwischen konservativen, rechtspopulistischen und rechtsradikalen Milieus ein. Er trete als „Apologet der Diktatur“ auf und beschwöre „eine antidemokratische und antipluralistische Ordnung“. Er stufte Engels’ Buch Was tun? als „rechtsextremistisch“ ein.
Armin Pfahl-Traughber verweist auf einen Aufsatz Engels’ in der neurechten Zeitschrift Cato von 2020, in dem er das „Ende der gegenwärtigen, offensichtlich zunehmend handlungsunfähigen politischen Ordnung“ herbeiwünscht und zeigen möchte, „dass ein Widerstand gegen die gegenwärtige und gesellschaftliche Ordnung tatsächlich besteht und es wagt, den Worten auch Taten folgen zu lassen“. Diese Auffassungen seien nicht mehr vereinbar mit den Grundlagen eines demokratischen Verfassungsstaates, weswegen Engels „wohl schwerlich noch dem demokratischen Konservativismus zugerechnet“ werden könne. In seinem Buch „Intellektuelle Rechtsextremisten“ stellt er Engels in einem eigenen Kapitel als einen der „gegenwärtigen Akteure“ vor.
In seinem Buch „Auf dem Weg ins Imperium“ verglich Engels die politische Situation Europas mit jener der späten Römischen Republik, deren unvermeidliche Transformation in eine Monokratie gewaltsam erfolgt sei. Um das gleiche Schicksal abzuwenden und einen europäischen Bürgerkrieg zu vermeiden, schlug er daher den „Caesarismus“ vor und diskutierte zwei Lösungen, einmal die Rückkehr zum Nationalstaat, die aber schnell zur Schwächung aller europäischen Länder führen würde, oder aber den autoritär gelenkten europäischen „Zivilisationsstaat“. Letzterer sei eine „unvermeidliche Alternative“ und müsse in der Gestalt eines geeinten Europa zumindest vorübergehend unter der Führung eines Einzelnen stehen, „etwa ein starker Präsident, ein Diktator im Stil der 1920er Jahre oder ein General“. Engels sieht hierfür nicht nur in Geschichte der antiken, sondern auch vieler anderer Zivilisationen zahlreiche Vorbilder, wie er 2022 in einem Vortrag vor der Académie des sciences darlegte.

## Trivia
Engels unterhält in der online-Zeitschrift „Corrigenda“ eine monatliche Kochkolumne mit eigenen Rezepten unter dem Titel „Küchenlatein“.
Engels ist Conkneipant der belgischen Korporation KAV Lovania Löwen, die mit dem Cartellverband der katholischen deutschen Studentenverbindungen in Verbindung steht.

## Auszeichnungen
2024 wurde David Engels von Karl Habsburg aufgrund seiner Verdienste für ein christlich-abendländisches Weltbild zum Ritter des St. Georgs-Ordens geschlagen.

## Veröffentlichungen (nur Bücher)
- Das römische Vorzeichenwesen (753–27 v. Chr.). Quellen, Terminologie, Kommentar, historische Entwicklung. (=Potsdamer Altertumswissenschaftliche Beiträge, Bd. 22). Franz Steiner Verlag, Stuttgart 2007, ISBN 978-3-515-09027-8. (Rezension (PDF; 86 kB), H-Soz-u-Kult, 2007).
- David Engels und Carla Nicolaye (Hrsg.): Ille operum custos. Kulturgeschichtliche Beiträge zur antiken Bienensymbolik und ihrer Rezeption. (= Spudasmata, Bd. 118). Olms Verlag, Hildesheim/Zürich/New York 2008, ISBN 978-3-487-13606-6.
- David Engels, Lioba Geis und Michael Kleu (Hrsg.): Zwischen Ideal und Wirklichkeit. Herrschaft auf Sizilien von der Antike bis zum Spätmittelalter. Franz Steiner Verlag, Stuttgart 2010, ISBN 978-3-515-09641-6.
- Le déclin. La crise de l’Union européenne et la chute de la République romaine. Quelques analogies. Éditions du Toucan, Paris 2013, ISBN 978-2-8100-0524-6. (Rezension In: Le Monde. 2013) (dt. Übers. des Verf.: Auf dem Weg ins Imperium. Die Krise der Europäischen Union und der Untergang der Römischen Republik. Historische Parallelen. Europa Verlag Berlin, Berlin/München 2014, ISBN 978-3-944305-45-5 (Besprechung von Franziska Augstein, SZ 21.1.2015); kroat. Übers. von M. Bašić: Zalazak. Kriza Europske unije i pad Rimske republike – nekoliko povijesnih analogija. Litteris, Zagreb 2017, ISBN 978-953-7250-86-7; ungar. Übers. von M. Horváth und R. Csősz: A Birodalommá válás útján. Az Európai Unió válsága és a Római Köztársaság hanyatlása. L’Harmattan Kiadó, Budapest 2017, ISBN 978-963-414-114-3; niederl. Übers. von H. van der Liet und B. de Wit: Op Weg naar het Imperium. De crisis van de EU en de ondergang van de Romeinse republiek – historische parallelen, Blauwe Tijger, Groningen 2020; poln. Übers. von A. Peszke: Na drodze do Imperium. Krysys Unii Europejskiej i upadek republiki rzymskiej. Paralele historyczne, Instytut Zachodni, Poznań 2022, ISBN 978-83-66412-51-4).
- David Engels, Didier Martens und Alexis Wilkin (Hrsg.): La destruction dans l’histoire. Pratiques et discours. Peter Lang Verlag, Bern/Berlin/Bruxelles/Frankfurt a. M./New York/Oxford/Wien 2013, ISBN 978-2-87574-006-9.
- David Engels und Peter Van Nuffelen (Hrsg.): Religion and Competition in Antiquity. Éditions Latomus, Brüssel 2014, ISBN 978-2-87031-290-3.
- Von Platon bis Fukuyama. Biologistische und zyklische Konzepte in der Geschichtsphilosophie der Antike und des Abendlandes. Éditions Latomus, Brüssel 2015, ISBN 978-90-429-3274-6.
- Mit Carlo Lejeune (Hrsg.): Grenzerfahrungen, Band 1: Villen, Dörfer, Burgen. Eine Geschichte der Deutschsprachigen Gemeinschaft Belgiens, Grenz Echo-Verlag, Eupen 2016, ISBN 978-3-86712-104-0.
- Benefactors, Kings, Rulers. Studies on the Seleukid Empire between East and West, Peeters, Leuven 2017, ISBN 978-90-429-3327-9.
- David Engels, Max Otte und Michael Thöndl (Hrsg.): Der lange Schatten Oswald Spenglers. Einhundert Jahre Untergang des Abendlandes. Manuscriptum, Lüdinghausen/Berlin 2018, ISBN 978-3-944872-71-1.
- Michel Houellebecq, David Engels, Gerd Morgenthaler, Max Otte: Michel Houellebecq, Oswald Spengler und der Untergang des Abendlandes. Reden anlässlich der Verleihung des Oswald Spengler-Preises an Michel Houellebecq. Brüssel, 19. Oktober 2018, Manuscriptum, Lüdinghausen/Berlin 2019, ISBN 978-3-944872-91-9.
- Altay Coşkun, David Engels (Hrsg.): Rome and the Seleukid East. Selected Papers from the Seleukid Study Day V, Brussels, 21-23 August 2015, Editions Latomus (Collection Latomus 360), Brussels 2019, ISBN 978-90-429-3927-1.
- (Hrsg.): Renovatio Europae. Plädoyer für einen hesperialistischen Neubau Europas, Manuscriptum, Lüdinghausen/Berlin, 2019, ISBN 978-3-948075-00-2. (poln. Übers. von A. Peszke: Renovatio Europae. O hesperialistyczną reformę Europy, Instytut Zachodni, Poznań 2019, ISBN 978-83-61736-96-7; engl. Übers. des Verf.: Renovatio Europae. For a Hesperialist Renewal of Europe, Blue Tiger Media, Groningen 2019, ISBN 978-94-92161-85-7; franz. Übers. des Verf.: Renovatio Europae. Plaidoyer pour un renouveau hespérialiste de l’Europe, Éditions du Cerf, Paris 2020, ISBN 978-2-204-14035-5; span. Übersetzung von Sebastián Fabricius: Renovatio Europae. Por una renovación hesperialista de Europa, EAS, Alicante 2020, ISBN 978-84-122000-8-9; ital. Übersetzung: Renovatio Europae. Per una rinascita esperialista dell’Europa, Historica / Giubilei Regnani, Roma, 2020, ISBN 978-88-3337-208-2).
- Que faire? Vivre avec le déclin de l’Europe, Blue Tiger Media, Groningen 2019, ISBN 978-94-92161-83-3. (span. Übers. von C.J. Blanco: ¿Qué hacer?: Vivir con la decadencia de Europa, EAS, Alicante 2019, ISBN 978-84-120626-0-1; dt. Übers. des Verf.: Was tun? Leben mit dem Niedergang Europas, Renovamen, Bad Schmiedeberg 2020, ISBN 978-3-95621-142-3; nl. Übers. von J. Moortgat, T. Waverijn und H.-J. Prosman, Wat moeten we doen? Leven met de ondergang van Europa, Blue Tiger Media, Groningen, 2021, ISBN 978-94-92161-91-8; poln. Übers. von A. Peszke, Co robić? Jak żyć w obliczu upadku Europy, Tygodnik Solidarność, Warszawa, 2022, ISBN 978-83-963709-0-7; ital. Übers. von J.M. de Lara Vázquez, Che fare? Vivere con la decadenza dell’Europa, il Cerchio, Rimini, 2023, ISBN 978-88-8474-666-5).
- (als Chefredakteur) Journal of the Oswald Spengler Society 1/2018-2019: Oswald Spenglers Geschichtsmorphologie heute, Manuscriptum, Lüdinghausen/Berlin 2020, ISBN 978-3-948075-17-0.
- Oswald Spengler. Werk, Deutung, Rezeption, Kohlhammer (Geschichte in Wissenschaft und Forschung), Stuttgart 2021, ISBN 978-3-17-037494-2.
- El último occidental (traducción e prólogo de Carlos X. Blanco), La Tribuna del País Vasco, San Sebastian, 2021, ISBN 979-8-5941-2266-6.
- mit Zdzisław Krasnodębski (eds.), Europe in the Time of the Plague. Debate and Dialogue, Warszawa/Kraków, 2021, ISBN 978-83-66112-73-5.
- mit Felix Dirsch (Hrsg.): Gebrochene Identität? Christentum, Abendland und Europa im Wandel, Hess Verlag, Bad Schussenried 2022, ISBN 978-3-87336-739-5.
- Spengler. Pensando en el Futuro, Letras Inquietas, Cenicero, 2022, ISBN 979-8833529607 (Aufsatzsammlung, übers. von Carlos X. Blanco).
- (Hrsg.): Europa Aeterna. Unsere Wurzeln, unsere Zukunft, Manuscriptum, Neuruppin, 2022, ISBN 978-3-948075-38-5. (poln. Übers. von A. Peszke: Europa Aeterna. Nasze korzenie, nasza przyszłość, Instytut Zachodni, Poznań 2022, ISBN 978-83-66412-33-0).
- (Hrsg.): Aurë entuluva. J.R.R. Tolkien zum 50. Todestag, Renovamen, Bad Schmiedeberg, 2023, ISBN 978-3-95621-167-6.
- Marco Cavalieri, Pierre Assenmaker, Mattia Cavagna, David Engels (Hrsg.): Augustus through the Ages. Receptions, Readings and Appropriatiions of the Historical Figure of the First Roman Emperor, Latomus, Brüssel, 2022 (publ. 2023), ISBN 978-90-429-4962-1.
- Défendre l’Europe civilisationnelle. Petit traité d’hespérialisme, Salvator, Paris, 2024, ISBN 978-2-7067-2697-2.